# ACROSS THE SKY
『ACROSS THE SKY』（アクロス・ザ・スカイ）は、2017年10月1日からJ-WAVEで放送されているラジオ番組。

## 概要
「世界を感じるラジオ」をコンセプトにした日曜午前のワイド番組で、毎週日曜 9:00 - 12:00（日本標準時）に放送。
番組は、毎回リスナーに世界各地のトピックスを伝えている。
2019年4月7日よりの番組内BGM（Kan Sano作曲）、一部コーナーの変更等小規模なリニューアルを行った。

## 出演者
- 小川紗良（ナビゲーター、2023年1月1日[3] - ）

### 過去の出演者
- 玄理（ナビゲーター、2017年10月1日 - 2022年12月25日）
- SKY-HI（「IMASIA」のコーナー担当）

## 主なコーナー
- 9:20頃 - WORLD CONNECTION（2019年3月までWORLD CONNECTERS）
  - ゲストを招き一つの国にまつわる様々なトピックを取り上げる。
  - スタジオにゲストを招いてトークをする形式だが、電話で繋ぐ場合もある。
- 10:05頃 - DAIWA HOUSE MY BOOKSHELF ※2020年6月7日から。
  - ゲストのクリエイティブを原点である本棚に注目し、一冊を紹介。
- 10:40頃 - HEARTY NOTE
- 11:30頃 - ARTS COUNCIL TOKYO CULTURE COLLAGE

### 過去のコーナー
- CROSS POINT
  - 海外各地のラジオ局と繋ぎ、現地の音楽や情報を紹介。2019年3月終了。
- LEXUS TOKYO TREASURE
  - 海外に伝えたい日本、東京の話題を紹介。
- SUQQU CULTURE PALETTE ※2019年10月 - 2020年3月。
  - ゲストを招き、世界を見ることで感じる日本の素晴らしさを取り上げる。
- LEXUS STORY OF "CRAFTED"
  - ものづくりへの情熱で“未来”を描く人々の物語を紹介。2020年5月31日終了。
- LANDSCAPE WONDER ※2020年9月 - 2021年2月。 
  - 世界の建築を通して見えてくる社会やビジネス、身近な生活とのつながりを紹介。
- DIANA Shoes NEW LOOK
  - ファッションから世界を見渡し、ムーブメントを紹介。2021年3月終了。
- AROMATIC JOURNEY ※2021年4月 - 9月。
- IMASIA
  - アジアのヒップホップカルチャーを紹介
- JAGUAR LAND ROVER UK SOUND DRIVE[注 1] ※2021年10月から。
- COZY SUNDAY PLAYLIST
- HERALBONY TONE FROM ART